# Région de développement Sud-Munténie
Pour les articles homonymes, voir Sud (homonymie).
La région de développement Sud-Munténie (en roumain : Regiunea de dezvoltare Sud-Muntenia) est une région de développement de Roumanie créée en 1998, sous-partie de la macro-région 3.
Comme les sept autres régions, elle ne dispose pas d'institutions propres mais vise à coordonner sur son territoire des projets de développement régional à gérer des fonds délivrés par l'Union européenne.
Elle comprend 7 județe :
- Argeș

- Călărași

- Dâmbovița

- Giurgiu

- Ialomița

- Prahova

- Teleorman